# Tata (piłkarz)
Tata – angolski piłkarz występujący na pozycji bramkarza. 

## Kariera reprezentacyjna
W 1996 roku Tata został powołany do reprezentacji Angoli na Puchar Narodów Afryki, zakończony przez Angolę na fazie grupowej. Nie zagrał jednak na nim w żadnym meczu.